# France Richer
France Richer est une cycliste québécoise née en 1957. Elle est la première championne canadienne de cyclisme sur route.

## Biographie
France Richer a grandi dans le village de Saint-Zotique en Montérégie. Elle s'entraîne au vélo sur les routes de la région et participe à sa première course en 1974. 
En 1974, elle remporte le premier Championnats du Canada de cyclisme sur route ouvert aux femmes avec une avance de près de cinq minutes sur les autres participantes. Cette victoire lui donne accès aux Championnats du monde de cyclisme sur route de la même année. Montréal est l'hôte de cette édition. Il s'agit du premier championnat organisé par l'Union cycliste internationale en dehors de l'Europe. C'est également la première édition que des canadiennes y participent. À sa première participation à une compétition internationale et âgée de seulement 17 ans, France Richer termine au 21e rang avec cinq minutes de retard sur la championne française Geneviève Gambillon,. L'année suivante, elle remporte devant Carole Vanier la course de sélection à Sainte-Foy donnant accès au Grand Prix international féminin de Montréal organisé dans le cadre des festivités de la Saint-jean-Baptiste,. Sur le parcours de 35 miles (56,3 km) sur le Mont Royal, elle participe au Grand prix avec l'équipe canadienne où elle termine au 20e rang sur 33 participantes,. 